# 1231 dans les croisades
Cette page regroupe les évènements concernant les Croisades qui sont survenus en 1231 :
- février : Frédéric II envoie un détachement conduit par Filangeri pour combattre les barons du royaume de Jérusalem en révolte contre son autorité[1].
- Bertrand de Thessy meurt de chagrin engendrés par les calamités en 1231 en Palestine[2].
- Jean de Brienne est sacré coempereur de Constantinople[3].